# Каракуль (Челябинская область)
Каракуль — посёлок в Карталинском районе Челябинской области России. Входит в состав Снежненского сельского поселения.

## География
Расстояние до районного центра города Карталы 66 км.

## История
Поселок основан в 1932—36 годах при ферме № 2 совхоза «Неплюевский». Официально зарегистрирован под современным названием в 1963 году. 

## Население
| 2002 | 2010 |
| ---- | ---- |
| 217  | ↘113 |

## Улицы
- Зелёная,
- Лесная,
- Набережная,
- Центральный переулок,
- Черёмушки,
- Школьный переулок.

## Инфраструктура
- Фельдшерско-акушерский пункт,
- клуб.